# Steve Perryman
Stephen John "Steve" Perryman, född 21 december 1951 i London, Storbritannien, är en före detta professionell fotbollsspelare. Han har varit landslagsspelare i engelska fotbollslandslaget, men är bäst ihågkommen för sin framgångsrika spelarkarriär i Tottenham Hotspur FC från 1969 till 1986. Han är numera klubbchef för Exeter City.

## Spelarkarriär
Perryman spelade som mittfältare men också enstaka gånger som försvarare. Perryman spelade 854 tävlingsmatcher för Tottenham mellan 1969 och 1986 vilket också är klubbrekord. Under dessa 17 år med klubben från norra London vann han Uefacupen 1972 och 1984, FA-Cupen 1981 och 1982 och slutligen engelska Ligacupen 1971 och 1973.
Perryman blev framröstad av Football Writers' Association "Footballer of the Year" 1982.
Sedan Perryman lämnat White Hart Lane gick han till Oxford United 1986 och sedan Brentford som spelande tränare samma år där han stannade tills han avslutade sin karriär 1990.